# My Own True Love
My Own True Love è un film del 1949 diretto da Compton Bennett.
È un film drammatico a sfondo romantico statunitense con Phyllis Calvert, Melvyn Douglas e Wanda Hendrix. È basato sul romanzo del 1947  Make You a Fine Wife di Yolanda Foldes.

## Produzione
Il film, diretto da Compton Bennett su un adattamento di Arthur Kober, una sceneggiatura di Josef Mischel e Theodore Strauss e un soggetto di Yolanda Foldes (autrice del romanzo), fu prodotto da Val Lewton per la Paramount Pictures e girato nei Paramount Studios a Hollywood, in California, da fine giugno a fine agosto 1947.

## Distribuzione
Il film fu distribuito negli Stati Uniti dal 2 febbraio 1949 al cinema dalla Paramount Pictures.
Altre distribuzioni:
- in Svezia il 9 maggio 1949 (När blodet sjuder)
- in Finlandia il 26 maggio 1949 (Toivoton rakkaus)
- in Portogallo il 13 agosto 1952 (O Meu Verdadeiro Amor)
- in Grecia (Antizilos tou patera mou)
- in Brasile (Meu Verdadeiro Amor)
- negli Stati Uniti (My Own True Love)